# Knivsbjerg
Knivsbjerg  är en kulle i Danmark. Den ligger i Region Syddanmark, i den södra delen av landet. Toppen på Knivsbjerg är 97 meter över havet.
Terrängen runt Knivsbjerg är platt. Knivsbjerg är den högsta punkten i trakten. Närmaste större samhälle är Åbenrå, 10,2 km söder om Knivsbjerg. Omgivningarna runt Knivsbjerg är en mosaik av jordbruksmark och naturlig växtlighet.